# Chappie (2015.)
Chappie, američki distopijski akcijski znanstveno fantastični kriminalistički film iz 2015. godine. 

## Sažetak
U Johannesburgu vlada visoka stopa zločina. Boreći se protiv toga vlada je kupila robote učinkovitije od ljudskih policajaca. Dizajner tih robota je Deon Wilson. Osmislio je naprednu inačicu koja može samostalno razmišljati i vlastite emocije. Tvrtku to ne zanima proizvoditi. Naprotiv, gangstere to vrlo zanima te su oteli Wilsona.